# 巫毒鼓

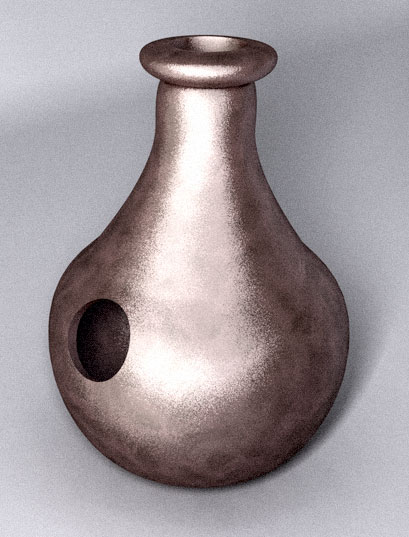
一只作为打击乐器的巫毒鼓。

巫毒鼓也称“呜嘟鼓”（英語：udu drum），是一种来自尼日利亚伊博族传统打击乐器，它既是内爆式气鸣乐器，也是体鸣乐器。 在伊博语中“ùdù”的含义是“罐子”，尤指上面多出一个孔洞的大水罐。伊博族的女人往往在传统庆典中演奏巫毒鼓。巫毒鼓通常由陶土制成，并由手直接演奏。演奏者的手打击孔洞时可以直接制造一个低音。巫毒鼓也可以轻易产生不同音高的声响，这取决于手如何遮盖顶部较小的孔洞。除此之外，整个罐体都可以由手指打击演奏。如今，世界各地的打击乐手将巫毒鼓用于不同风格的音乐中。

## 历史传统
根据伊博族传统，只有女性能够制造巫毒鼓与其他陶器，这是因为制造陶器所需的泥土收集地是圣洁的，对男人来讲是很危险的，闯入这些地点是种罪行，会使能他们变得无能。如同其他非洲传统乐器多在仪式、典礼中使用，巫毒鼓也常出现在伊博族的仪式中，他们认为陶器是与祖先沟通的媒介，巫毒鼓的声音象征着祖先的声音。传统仪式中巫毒鼓主要是由女性演奏。
陶器对伊博族生活上是相当中要的一项工具，他们依赖陶器打水、做饭、储酒、洗手等。另外，制作陶器并贩卖对于伊博族来说是一项重要的经济来源。然而，因塑料制品传入非洲，陶器在现在已非重要经济支撑。随时代变迁，不同地域的人传播、使用和改制，巫毒鼓从传统壶型演化至今已出现许多不同形状造型，就连材料也出现木头、合成玻璃纤维等。

## 衍生乐器
- 美国艺术家弗兰克·乔治尼（Frank Giorgni）发明了一系列现代巫毒鼓[5]，改进了传统结构，并冠以全新的名称，如Utar、Mbwata、Hadgini、Udongo等等。它们的外形都和传统的巫毒鼓由很大区别，比如Utar的躯体是扁平的，而Udongo有两个差不多大的腔体。
- 波斯打击乐手Behnam Samani在传统巫毒鼓的基础上增加两个孔洞，并在一个大孔洞上蒙上鼓皮，定名为Zarbang Udoo；另外他还发明了木头为原材的Udu Wood，上面附带不同音色的两个鼓面和四个发声用木片。[6]